# Film i Svedala
Film i Svedala har långa traditioner, redan innan det fanns biograf i byn visades här film. Det fanns så kallade ambulerande filmförevisare som åkte runt på landsorten med portabla projektorer. Man vet inget exakt datum när den första filmen visades i Svedala men det man vet är att när Karleric Liliedahl gjort en inventering på Trelleborgs och Söderslätts biografer hittades en notering från den 10 oktober 1905 där man enligt Trelleborgs biografteater “…ämnade ge förevisningar af lefvande bilder å Sparbankenssalen i Svedala hvarje tisdag…”  Man vet inte om detta är sant men man vet att det skett ett flertal filmvisningar under åren 1906-1914 i banklokalen och på Folkets hus.

## Reginateatern
1912 byggdes den första biografen i Svedala. Den hette Reginateatern och låg på Storgatan 23. Regina ägdes av Karl Pettersson men drevs av Sture Cederberg fram tills han dog. Därefter var det Stures syster Selma som arrenderade biografen ända fram till 1929. Regina hade plats för 143 åskådare. Reginateatern bestod av en liten foajé på ungefär 10 kvm och en salong på 5x16 meter. I foajén bestod golvet av rödaktiga klinkers och där fanns en liten biljettlucka direkt när man kom in till höger. Salongen var ungefär uppbyggd som en mörk och dyster kyrka. Golvet var mörkt och inredningen bestod av mörkbrunt betsade träbänkar på var sida om mittgången. Inte nog med att det var mörkt i dystert i hela biografen det var antagligen väldigt kallt också eftersom det bara var en enda kamin som skulle värma upp hela lokalen. 

## Casinoteatern
1918-1919 var det dags för nästa biograf att byggas. Den ritades av Axel Stenborg och blev en mycket modern biograf som också låg inne i centrum på Hantverkaregatan. Namnet på biografen blev Casinoteatern och den invigdes den 1 november 1919. Casinoteatern byggdes av rött handslaget tegel som murades i mönster. Gavlarna som är putsade i fält bildar med teglet ett dekorativt mönster. På framsidans gavel sitter en utsmyckning formad som en sol. Ägarna för Casino var Grand Bio AB där bland andra Gustaf Bern och Johan Borg satt i styrelsen. Det var också de som stod för byggprojektet. Casinoteatern var en mycket modernare och elegantare biograf än Reginateatern vilket man kunde se på t.ex. inredningen. Casino hade en förhållandevis stor foajé med rutmönstrat stengolv och två biljettluckor. Filmsalen rymde 300 åskådare och hade rader med fällbara träbänkar, ridån var mörkgrön och hade guldiga fransar.

## Senare namnbyten
1974 byter Casinoteatern namn till biograf Flamman och 2004 döps Flamman om till Svedala Bio.